# Litene
Litene (dt. Lettin) ist eine Siedlung in der gleichnamigen Gemeinde im livländischen Bezirk Gulbene mit 587 Einwohnern.

## Geographie
Litene liegt auf einer Höhe von 113 m am rechten Ufer der Pededze.

## Geschichte
Die Siedlung wurde nahe dem ehemaligen Herrenhaus Lettin errichtet, das an der Grenze zwischen dem schwedischen Vidzeme und dem polnischen Vidzeme (später in der Provinz Vidzeme und der Provinz Vitebsk) liegt. Das Herrenhaus des Guts Lettin (lettisch: Litenes muižas pils) wurde in der ersten Hälfte des 19. Jahrhunderts im klassizistischen Stil für Baron Otto von Wolff am Ufer des Flusses Pededze erbaut. Das Gut brannte während der Revolution von 1905 nieder, wurde aber später in vereinfachter Form wieder aufgebaut. Nach der lettischen Agrarreform von 1921 wurde das Gut verstaatlicht und die Ländereien aufgeteilt. Seit 1924 beherbergte das Gebäude die Grundschule von Litene, die auf Beschluss des Gemeinderats von Gulbene am 1. September 2018 geschlossen wurde. 
Im Juni 1941, dem ersten Jahr der sowjetischen Besatzung, wurden in einem Armeesommer-Trainingslager in Litene 200 lettische Offiziere erschossen und 560 in sibirische Gulags deportiert. 1990 wurden die Überreste von 11 ehemaligen Offizieren exhumiert.
Im Juni 2001 eröffnete der lettische Verteidigungsminister Ģirts Valdis Kristovskis in Litene ein Denkmal für die getöteten Offiziere der lettischen Armee.

## Infrastruktur
Litene liegt an der Staatsstraße 35 von Gulbene zum Grenzübergang Vientuli. Die Staatsstraße 43 nach Alūksne zweigt hier ab. Die Landeshauptstadt Riga ist etwa 3 Stunden entfernt.

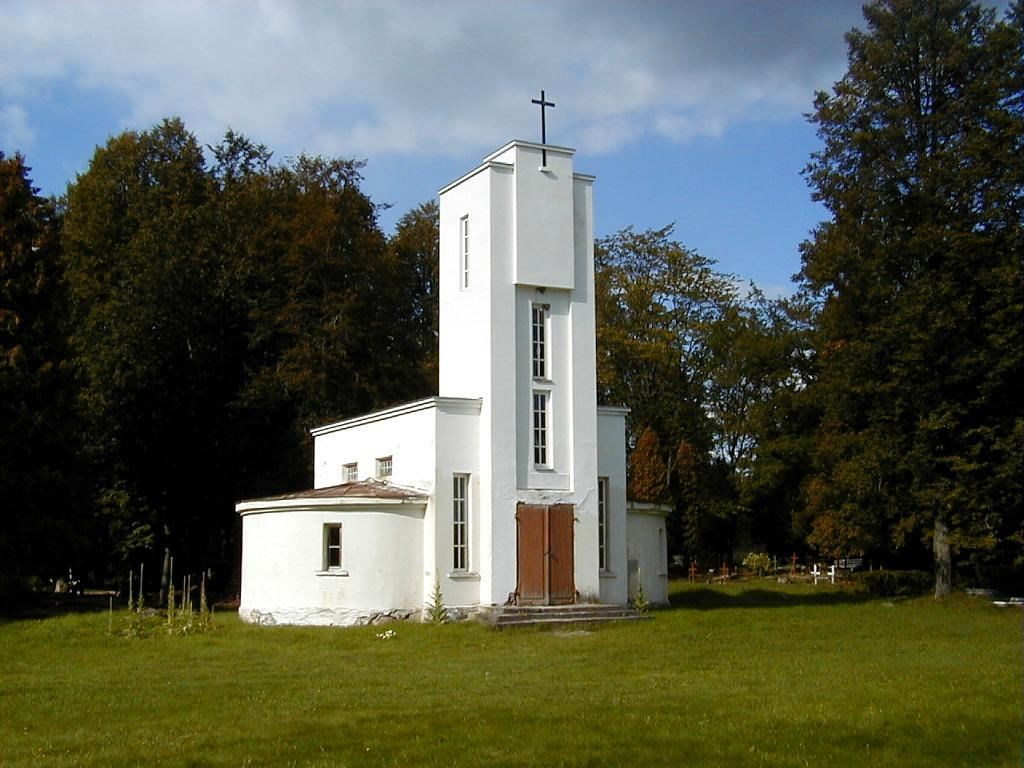
Friedhofskapelle in Litene
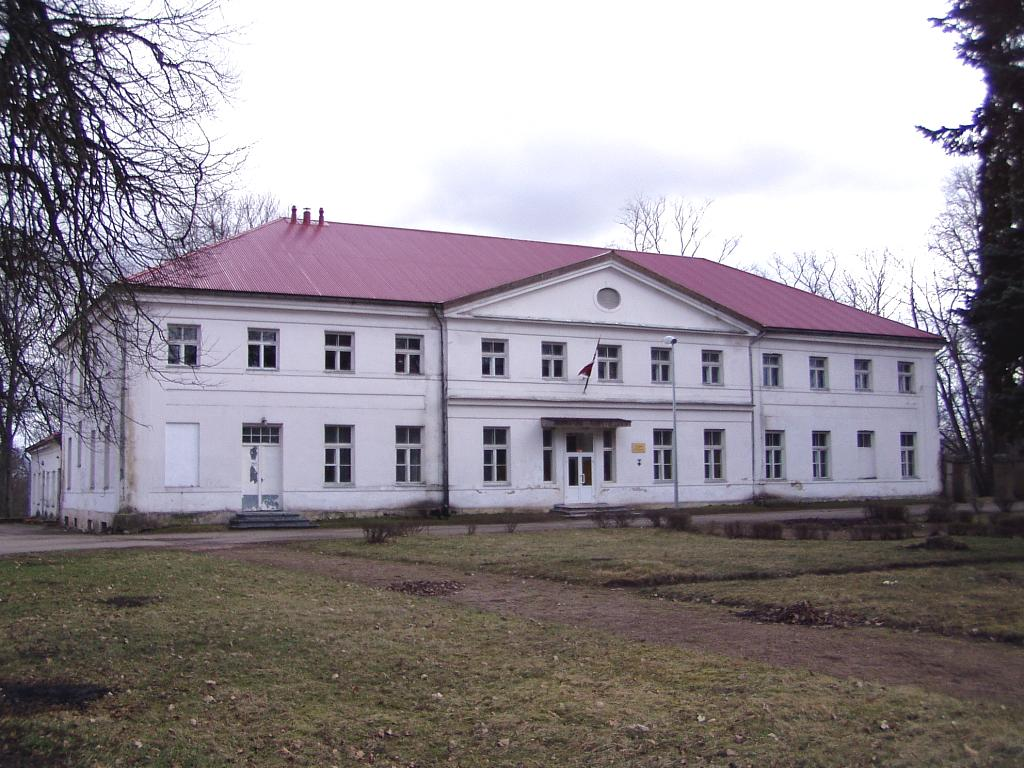
Herrenhaus Lettin
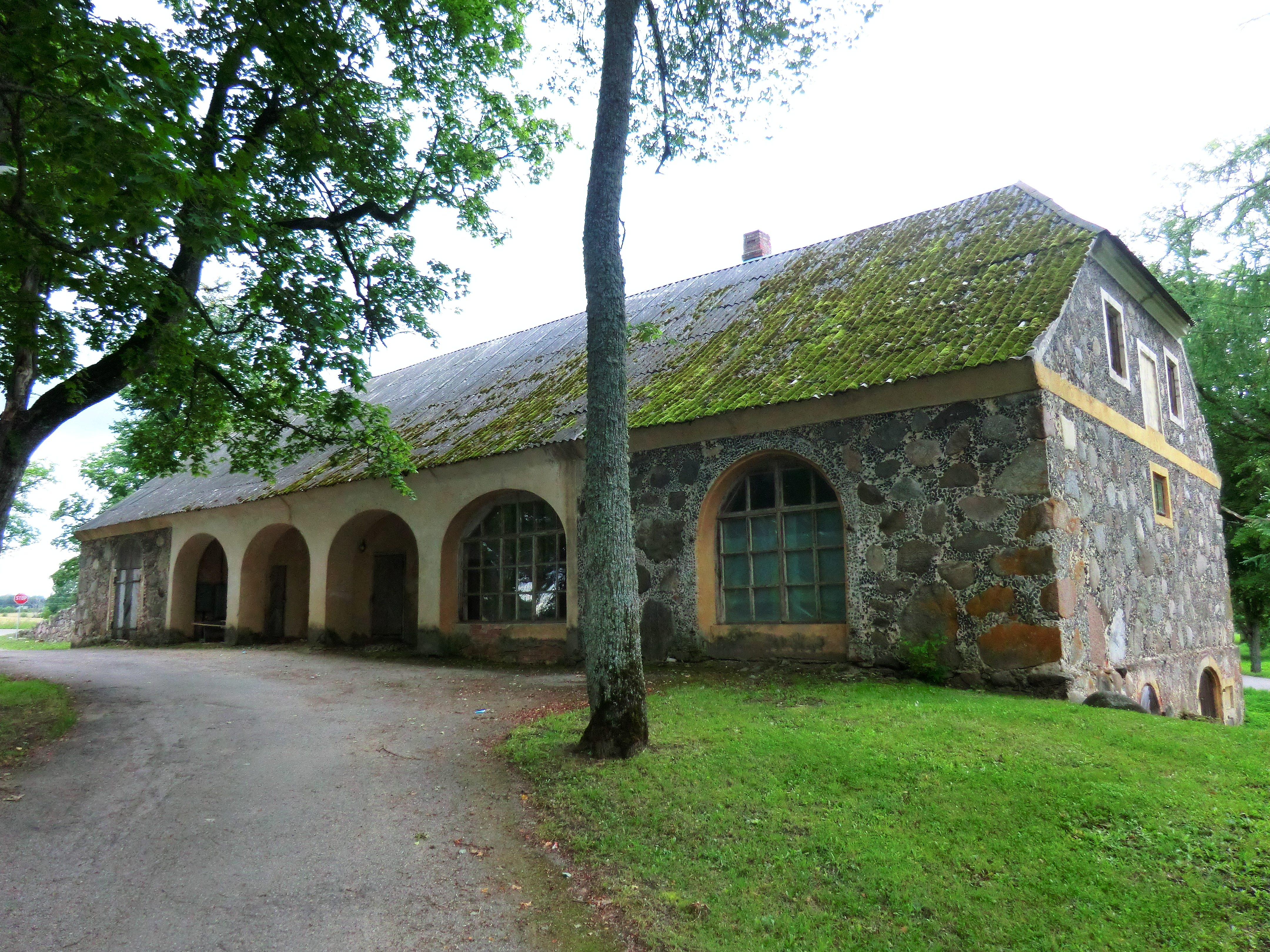
Nebengebäude des Guts Leppin
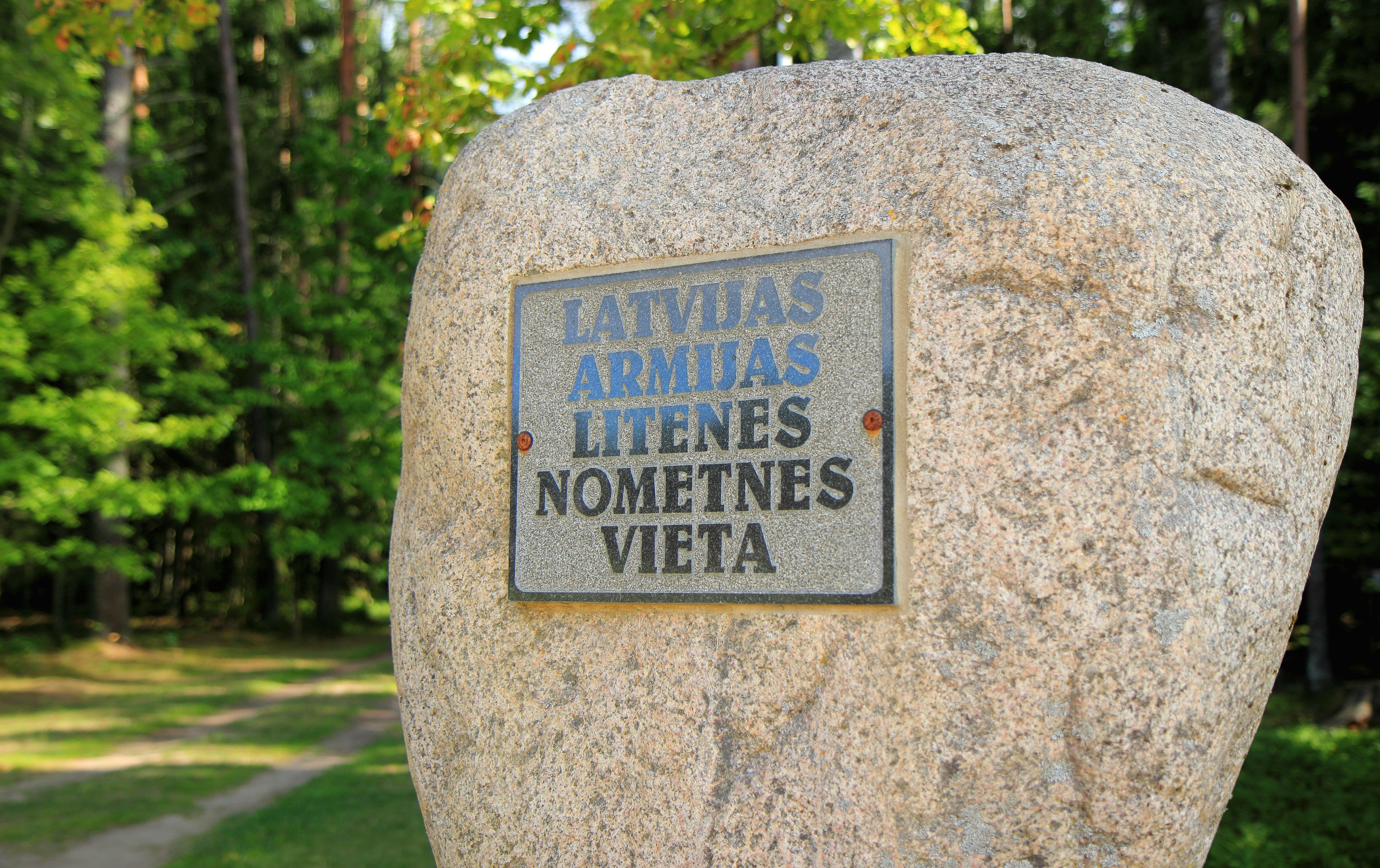
Denkmal für die getöteten Offiziere der lettischen Armee.